# كزافييه ميتشيل
كزافييه ميتشيل (بالإنجليزية: Xavier Mitchell)‏ هو لاعب كرة قدم كندية أمريكي، ولد في 10 يونيو 1986 في لاكيووود في الولايات المتحدة.